# 塞尼莱比西
塞尼莱比西（法語：Cerny-lès-Bucy）是法国皮卡第大区埃纳省的一个市镇，属于拉昂区北拉昂县。该市镇2009年时的人口为115人。

## 人口
塞尼莱比西人口变化图示
| 数据来源：INSEE |